# Yves Defraigne
Yves Defraigne (Gent, 28 april 1965) is een Belgisch basketbalcoach en een voormalig basketbalspeler. Hij was als coach actief bij een aantal Belgische basketclubs, onder meer Union Mons-Hainaut en BBC Royal Atomia Brussel.

## Jeugd
Defraigne is een telg uit de Gentse sportersfamilie Defraigne en broer van zowel internationaal roeister Marie-Claire Defraigne als Guy Defraigne en William Defraigne, beide Olympische roeiers. Defraigne was een begenadigd jeugdroeier bij de Koninklijke Roeivereniging Club Gent, maar werd uiteindelijk basketbalspeler.

## Carrière
Na een lange professionele carrière als speler kreeg Yves Defraigne direct de mogelijkheid om zijn voormalige ploeg te coachen. Hij bleef meerdere succesvolle seizoenen aan het hoofd van de club uit Bergen. Hij kijkt zelf tevreden en met goede herinneringen terug op zijn eerste periode in Mons:
"Quant on reste près de 6 ans dans un club, c’est un signe qui ne trompe pas sur la confiance des dirigeants, et aussi sur leur appréciation du  travail effectué. Je n’ai que des excellents souvenirs de Mons-Hainaut, et avec un peu de réussite, j’aurais pu jouer une finale sans la blessure de Jean-Marc Jaumin qui fut éloigné des terrains pendant de nombreuses semaines au mauvais moment de la saison…L’équipe a toujours gardé une bonne assise, et a gagné en maturité, mais je dois quand même tirer un grand coup de chapeau à un joueur qui m’a particulièrement impressionné. Il s’agit de Stefan Sappenberghs qui n’était plus tellement en odeur de sainteté dans la région anversoise avant de poser ses valises aux Halles de Jemappes. Mis à part la distribution, il savait tout faire, que ce soit au poste 3, 4, ou 5, et c’est assez rare pour être mis en exergue."
Na een korte periode bij Atomia Brussels vertrok de Gentenaar naar het Duitse TBB Trier. In de Bundesliga behaalde hij van 2008 tot 2010 met sterspeler Chris Copeland mooie resultaten totdat de club in financiële moeilijkheden kwam, hetgeen in 2015 tot het bankroet van de club leidde. Copeland, als speler bij the New York Knicks, blikte later terug op zijn periode in Trier waarin hij de harde maar menselijk aanpak van Defraigne positief vermelde in zijn eigen groeiproces als speler.
Daarna werd hij de coach van de Belgische eersteklasser Optima Gent. De club behaalde kleine successen en werd competitief in de strijd voor de laatste play-off plaats. Het gestaag succes in Gent bracht Defraigne terug naar zijn eerste club Union Mons-Hainaut aan de top van de Belgische competitie.
Bij zijn terugkeer naar de mons.arena als coach behaalde Yves Defraigne meteen de titel van Belgisch vice-kampioen na een verloren finale tegen Oostende. Defraigne kon zijn stijl opleggen: defensieve strengheid en snel overgangsspel, maar ook zijn persoonlijkheid: zeer dicht bij zijn spelers en de fans. Ondanks een zwaar herschikt team slaagde hij erin het team naar de 2e plaats van het reguliere seizoen 2013-2014 te loodsen. De ploeg bereikte uiteindelijk niet de finale van de Play-offs na een reeks van 5 wedstrijden tegen Okapi Aalst.
Defraigne ging nadien kort aan de slag in Willebroek. Hij tekende er een contract begin 2018 tot het einde van het seizoen 2018-2019. Hij slaagde om Willebroek uit de staart van het klassement te loodsen maar verliet de club vroegtijdig na onderling overleg.
In 2020 werd de coach aangenomen bij Okapi Aalstar om de slabakkende topclub terug op niveau te brengen. Ondanks wisselende successen en teleurstellingen slaagde de Oost-Vlaming er niet in om de hoge verwachtingen in Aalst in te lossen. Begin 2022 werd de coach bedankt voor bewezen diensten wegens tegenvallende resultaten.
In Juni 2022 raakte bekend dat de Gentenaar coach wordt voor het Luxemburgse T71 Dudelange voor de 2022-2023 campagne. T71 beëindigde het reguliere seizoen op de 3de plaats. In de eerste ronde van de play-offs zette T71 Sparta Bartreng opzij in 3 matchen. Basket Esch was te sterk in de halve finale en bemachtigde na een competitieve serie, ten nadele van T71, een plaats in de finale. Kort nadien deelde T71 mee dat Coach Defraigne terugkomt voor de 2023-2024 campagne. T71 wist zich opnieuw voor de play-offs te plaatsen maar moest in de kwartfinale opnieuw zijn meerdere erkennen tegen Basket Esh. Defraigne keerde voor een derde campagne terug bij de Luxemburgse club. In zijn laatste seizoen bij T71 eindigde de club op de 3de plaats na de reguliere competitie. Het zette foutloos AB Contern opzij in de kwartfinale en wist in 3 matchen voorbij Amicale Steesel te geraken in de halve finale. In de finale moest T71 zijn meerdere erkennen in Etzella Ettelbréck en werd T71 vice-kampioen van Luxemburg.
In augustus 2025 raakte bekend dat Defraigne terugkeert naar Bergen om daar een ondersteunde rol op te nemen voor het seizoen 2025-2026 als assistant coach van Frank De Meulemeester.